# Kalush (gruppo musicale)
Kalush (traslitterazione anglosassone di Kaluš; in ucraino Калуш?, Kaluš), talvolta accreditato come Kalush Orchestra, è un duo musicale ucraino formatosi nel 2019. È attualmente costituito dal rapper Oleh Psjuk e MC KylymMen.
Hanno vinto, come la Kalush Orchestra, l'Eurovision Song Contest 2022, rappresentando l'Ucraina con il brano Stefania.

## Storia del gruppo

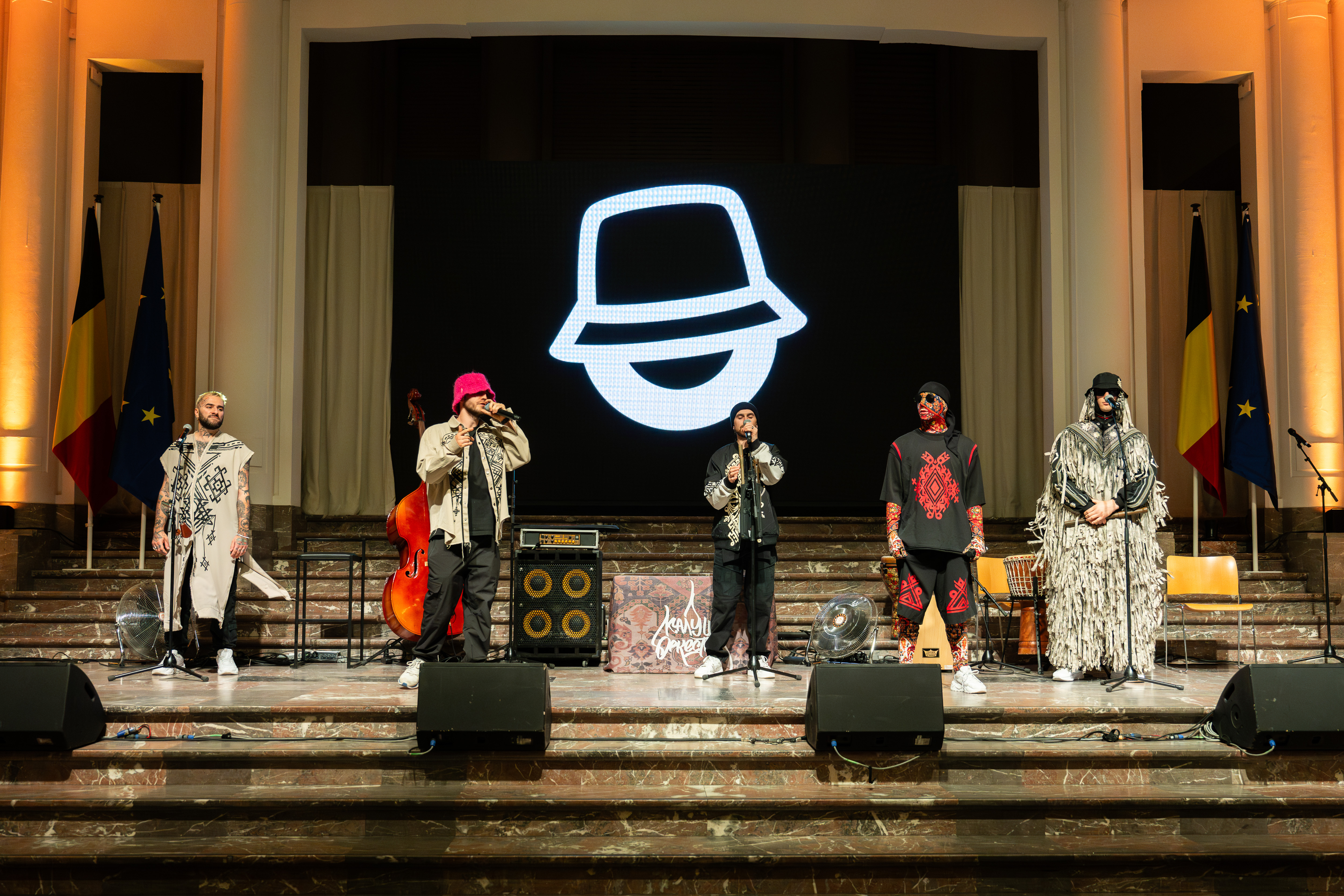
La Kalush Orchestra durante un'esibizione dal vivo nell'aprile 2024

La formazione, originatasi a Kaluš, ha firmato un contratto discografico con la Come True, divisione della Sony Entertainment, nel novembre 2019 dopo aver pubblicato il singolo Ty honyš. Sotto l'etichetta è stato messo in commercio l'album in studio d'esordio Hotin, contenente sia Hory, una collaborazione con Al'ona Al'ona premiata con lo YUNA, il principale riconoscimento musicale nazionale, alla miglior hit hip hop, che il successo radiofonico Zori, con cui hanno toccato la top twenty ucraina. La popolarità riscossa dall'LP nel corso dell'anno si è trasformata in sei nomination e due statuette vinte nell'ambito dello YUNA. Jo-jo, un EP inciso assieme a Skofka, è stato divulgato nel luglio 2021.
Nel 2022 sono stati selezionati dalla Nacional'na Suspil'na Teleradiokompanija Ukraïny come partecipanti sotto la denominazione di Kalush Orchestra a Vidbir, la selezione decretante il rappresentante ucraino all'Eurovision Song Contest, con il brano Stefania, numero uno sia in Lituania sia in Ucraina. Nella serata, dove hanno ricevuto il massimo punteggio dal televoto, si sono piazzati al 2º posto su otto partecipanti, cedendo la vittoria a Alina Paš con la sua Shadows of Forgotten Ancestors. In seguito al ritiro della Paš per via di una controversia, i Kalush sono stati selezionati internamente dall'emittente ucraina responsabile della partecipazione eurovisiva del paese, UA:PBC, come rappresentanti nazionali a Torino. L'esibizione del gruppo ha inizialmente superato le semifinali, riuscendo a portare il terzo trionfo nazionale a casa in occasione della finale dell'evento. Nel corso dei mesi successivi i Kalush hanno imbarcato una tournée finalizzata a raccogliere fondi per sostenere l'esercito ucraino durante l'invasione russa dell'Ucraina con tappe fissate sia in Europa sia in America del Nord.

## Formazione
Attuale
- Oleh Psjuk – voce (2019-presente)
- MC KylymMen (Vlad Kuročka) – DJing (2022-presente)

Ex componenti
- Ihor Didenčuk – polistrumentista (2019-2023)

Kalush Orchestra
- Timofij Muzyčuk – voce, telenka
- Vitalij Dužyk – sopilka

Coristi
- Džonni Divnyj
- Oleksandr Slobodnjak

## Discografia

### Album in studio
- 2021 – Hotin

### EP
- 2021 – Jo-jo (feat. Skofka)
- 2024 – Dlja duši

### Singoli
- 2019 – Ne marynuj
- 2019 – Ty honyš
- 2019 – Hory (feat. Al'ona Al'ona)
- 2020 – Kent
- 2020 – Tipok
- 2020 – Virus
- 2020 – Vajb
- 2020 – V trendi pafos
- 2020 – Bimbo
- 2020 – Takych jak ja (feat. Yarmak)
- 2020 – Zori
- 2020 – Voda (feat. Al'ona Al'ona)
- 2021 – Otaman (feat. Skofka)
- 2021 – Pirnaju (con Stanislavs'ka)
- 2021 – Chalepa (feat. JuJu)
- 2021 – Dodomu (feat. Skofka)
- 2021 – Davaj načystotu (feat. Skofka)
- 2021 – Taksi (con Chrystyna Solovij)
- 2021 – Chvyli (con Jerry Heil)
- 2021 – Mala v 19
- 2021 – Sleepwalking (con Victor Perry)
- 2021 – Štomber bomber (come Kalush Orchestra)
- 2021 – Kalus'ki večornyci (feat. Tember Blanche)
- 2022 – Sonjačna (con Sal'to Nazad e Skofka)
- 2022 – Majbutnist' (con Artem Pyvovarov)
- 2022 – Stefania (come Kalush Orchestra)
- 2022 – In the Shadows of Ukraine (come Kalush Orchestra; con The Rasmus)
- 2022 – Nasze domy (come Kalush Orchestra; con Szpaku)
- 2022 – Patton (con Majkola Vajner)
- 2022 – Bat'kivščina (con Skofka)
- 2023 – Cry for You (come Kalush Orchestra; con Ochman)
- 2023 – Changes (come Kalush Orchestra)
- 2023 – Ušme uturbe (come Kalush Orchestra; con Bbno$ e Ditvak)
- 2023 – Stiny (con Jerry Heil)
- 2023 – In the Fire (come Kalush Orchestra)
- 2023 – Chmary (con Leo Mantis)
- 2023 – Do bereha jdu
- 2023 – Ty mene (come Kalush Orchestra)
- 2023 – Vohon' horit' (come Kalush Orchestra)
- 2023 – A ty znala
- 2023 – Lalala (con Grubson e Mykola Vynar)
- 2023 – To je L'viv (con Skrjabin)
- 2023 – Siromacha (con Kozak Siromacha)
- 2023 – Ce ljubov (come Kalush Orchestra)
- 2024 – Janholom (come Kalush Orchestra)
- 2024 – Desjatka (feat. Krut')
- 2024 – Pam"jataj (con Kola)
- 2024 – Uspijmaj moje serce (con Kola)
- 2024 – Došč (con Golubenko)
- 2024 – Viter vyje (come Kalush Orchestra)
- 2024 – Ostannij raz (con gli Adam e Balsam)
- 2024 – Rozbudi mene (con Balsam)
- 2024 – Chtos' znov (con Agape)
- 2024 – Aromat volossja (con Naimes)
- 2024 – Hraj muzykant (con Balsam)
- 2024 – Červona nytka (con Ann in Black)
- 2024 – A vona
- 2024 – Tyši nemaje (con Krasna Tysha)
- 2024 – Koly (come Kalush Orchestra)
- 2024 – Divčata (come Kalush Orchestra; feat. Charfang)
- 2025 – Hore (feat. Chtos' iz Zachodu)
- 2025 – Ruta (come Kalush Orchestra)
- 2025 – Pokochav (con Bereza)
- 2025 – Pidmanula (come Kalush Orchestra; con Artem Pyvovarov e The Vusa)
- 2025 – Slidy (come Kalush Orchestra)
- 2025 – Zaležnyj
- 2025 – Parašut (con Bereza)
- 2025 – Bil'še menše (con Blockbaby)
- 2025 – Viter (con Balsam)
- 2025 – Nostal'hija (come Kalush Orchestra)
- 2025 – Čomu (come Kalush Orchestra)

### Collaborazioni
- 2021 – Peremoha (Okean El'zy feat. Kalush)